# 格里菲斯 (印地安納州)
格里菲斯（英語：Griffith）是一個位於美國印地安納州萊克縣的城鎮。

## 人口
根據2010年美國人口普查的數據，格里菲斯的面積為20.03平方千米，當中陸地面積為20.03平方千米，而水域面積為0.00平方千米。當地共有人口16,893人，而人口密度為每平方千米843人。